# Terje Hanssen
Terje Ludvik Hanssen (* 20. September 1948 in Kabelvåg) ist ein ehemaliger norwegischer Biathlet.
Terje Hanssen gehörte Mitte der 1970er Jahre dem norwegischen Biathlon-Nationalkader an. Der Athlet von Trondheim Politis Idrettslag gewann bei seinen ersten Weltmeisterschaften 1974 in Minsk an der Seite von Kjell Hovda, Kåre Hovda und Tor Svendsberget die Bronzemedaille im Staffelrennen. Ein Jahr später wurde er in Antholz 48. des Einzels. Höhepunkt der Karriere wurde die Teilnahme an den Olympischen Winterspielen 1976 in Innsbruck, wo er an der Seite von Kjell Hovda, Svein Engen und Tor Svendsberget im Staffelrennen eingesetzt wurde und auf den fünften Rang kam. Bei der Weltmeisterschaft im noch nicht olympischen Sprint wurde Hanssen in Antholz 12.
National gewann Hannsen 1972 mit Kåre Åmot, Egil Asbøll und Magnar Solberg als Vertretung der Region Ut-Trøndelag im Staffelwettbewerb seinen einzigen Titel. Zudem wurde er im Einzel hinter Solberg ebenso wie 1976 hinter Sigleif Johansen Vizemeister. Mit der Staffel konnte er zudem 1975 die Bronzemedaille gewinnen.